# 秋野豊明
秋野 豊明（あきの とよあき、1935年（昭和10年）- 2025年6月22日）は、日本の医学者（医学博士）。専門は、医科学。札幌医科大学名誉教授。元札幌医科大学学長。元医療法人渓仁会理事長。

## 来歴
樺太恵須取町（現ロシア・サハリン州ウゴレゴルスク）生まれ。北海道空知郡上砂川町で育つ。1955年（昭和30年）北海道大学教養部入学。1957年（昭和32年）札幌医科大学医学部入学。1961年（昭和36年）札幌医科大学医学部卒業。三井砂川炭鉱病院でインターンを経て、1966年（昭和41年）札幌医科大学大学院医学研究科博士課程修了。札幌医科大学医学部生化学講座助手。1969年（昭和44年）札幌医科大学生化学第一講座講師。1972年（昭和47年）米国ライス大学Visiting Scientist（1974年まで）。1975年（昭和50年）札幌医科大学生化学第一講座助教授。1982年（昭和57年）札幌医科大学生化学第一講座教授。1986年（昭和61年）札幌医科大学共同研究施設長。1990年（平成2年）札幌医科大学学務部副部長。1993年（平成5年）札幌医科大学医学部長・同医学部付属臨海医学研究所所長。1996年（平成8年）札幌医科大学評議員。1998年（平成10年）札幌医科大学学長に就任。2004年（平成16年）札幌医科大学退官。同名誉教授。
この他、新潟大学医学部（1992年）や山形大学医学部（1992、1994、1996、1997年）の非常勤講師も務めた。
2025年6月22日、急性心筋梗塞で死去。89歳没。

## 主な受賞歴
- 北海道医師会賞（1985年）
- 北海道科学技術賞受賞（1998年）
- 北海道功労賞（2011年）
- 瑞宝中綬章（2011年）[2]

## 著書・主要論文
- 『リン脂質の役割と代謝 (脂質研究における最近の進歩<特集>) -- (脂質の代謝)』（油化学30号, 1981年）
- Robert Roskoski, Jr. 著・田島陽太郎監訳『ロスコスキー生化学』（共訳, 西村書店, 1999年）